# Oxira copria
Oxira copria är en fjärilsart som beskrevs av Márton Hreblay och Plante 1995. Oxira copria ingår i släktet Oxira och familjen nattflyn. Inga underarter finns listade i Catalogue of Life.